# Нордгейм, Вильгельм-Карл Касперович
Вильгельм-Карл Касперович Нордгейм (21 октября 1860 — не ранее 20 сентября 1916) — генерал-лейтенант Российской императорской армии (1915). В 1914 — 1916 годах командовал 50-й пехотной дивизией. Участник Первой мировой войны. Кавалер Георгиевского оружия (1915).

## Биография
Вильгельм-Карл Нордгейм родился 21 октября 1860 года. По вероисповеданию был лютеранином. 1 сентября 1877 года поступил на службу в Российскую императорскую армию. В 1879 году был выпущен из 2-го военного Константиновского училища, из которого был направлен служить в 12-ю артиллерийскую бригаду в чине прапорщика со старшинством с 8 августа 1879 года. Затем служил в Кронштадтской крепостной артиллерии. В чин подпоручика был произведён со старшинством с 18 декабря 1880 года, в чин поручика — со старшинством с 4 декабря 1883 года. В 1883 году во время оружейного салюта получил ранение в бедро.
В 1888 году окончил Николаевскую академию Генерального штаба по 1-му разряду. 31 марта 1888 года получил старшинство в чине штабс-капитана. В том же году находился при Варшавском военном округе. С 26 ноября 1888 года по 17 июня 1889 года занимал должность старшего адъютанта штаба 4-й пехотной дивизии, затем до 30 августа 1894 года был старшим адъютантом штаба 13-й кавалерийской дивизии. 1 апреля 1890 года получил старшинство в чине капитана. С в октябре — ноябре 1894 года отбывал цензовое командование лейб-гвардии Волынском полку. 30 августа 1894 года получил старшинство в чине подполковника. С 30 августа 1894 года по 13 апреля 1899 года занимал должность начальника строевого отдела штаба Ковенской крепости. В полковники был произведён со старшинством с 5 апреля 1898 года. В 1898 году, с мая по сентябрь отбывал цензовое командование в 111-м пехотном Донском полку в должности командира батальона. С 13 апреля 1899 года по 3 марта 1901 года находился на должности штаб-офицера при управлении 54-й пехотной резервной бригады, затем до 2 сентября 1898 года занимал должность начальника штаба Кронштадтской крепости, затем до 20 августа 1907 года был командиром 72-го пехотного Тульского полка. В 1907 году был произведён в генерал-майоры со старшинством с 28 августа 1907 года «за отличие». 20 августа 1907 года занял должность начальника штаба Варшавской крепости, затем, с 16 июня 1910 года по 22 декабря 1914 года был начальником штаба 23-го армейского корпуса.
Участвовал в Первой мировой войне. В ноябре 1914 года стал командиром 1-й бригады 4-й пехотной дивизии. В ноябре — декабре 1914 года, во время боев на Варшавском направлении, генерал-майор Нордгейм был командиром сводного отряда, который действовал близ города Лович. 22 декабря 1914 года Виьгельм-Карл Касперович был  назначен командующим 50-й пехотной дивизией. 3 апреля 1915 года Нордгейм был произведён в генерал-лейтенанты со старшинством с 26 января 1915 года «за отличия в делах», и был утверждён в должности командира 50-й пехотный дивизией. По состоянию на 1 января и 10 июля 1916 года служил на той же должности и в том же чине. С 20 сентября 1916 года находился в резерве чинов при штабе Петроградского военного округа.
По состоянию на 1911 год не был женат.

## Награды
Вильгельм-Карл Касперович был удостоен следующих наград:
- Георгиевское оружие (Высочайший приказ от 18 сентября 1915[3])
— «За отличие командиром 1-й бригады 4-й пех. дивизии»;
- Орден Святого Владимира 2-й степени с мечами (Высочайший приказ от 7 июля 1915);
- Орден Святого Владимира 3-й степени (15 сентября 1911);
- Орден Святой Анны 1-й степени с мечами (Высочайший приказ от 26 февраля 1915);
- Орден Святой Анны 3-й степени (1901);
- Орден Святого Станислава 1-й степени с мечами (Высочайший приказ от 25 января 1915);
- Орден Святого Станислава 2-й степени (1905);
- Орден Святого Станислава 3-й степени (1890).